# Coppa del Mondo di sci di fondo 2009
La Coppa del Mondo di sci di fondo 2009 fu la ventottesima edizione della manifestazione organizzata dalla Federazione Internazionale Sci; ebbe inizio il 22 novembre 2008 a Gällivare, in Svezia, e si concluse il 22 marzo 2009 a Falun, ancora in Svezia. Nel corso della stagione si tennero a Liberec i Campionati mondiali di sci nordico 2009, non validi ai fini della Coppa del Mondo, il cui calendario contemplò dunque un'interruzione tra febbraio e marzo. Per la prima volta venne introdotta nel calendario di Coppa una seconda competizione intermedia, le Finali di Coppa del Mondo di sci di fondo.
In campo maschile furono disputate 21 delle 22 gare individuali previste (5 a tecnica classica, 4 a tecnica libera, 9 sprint, 1 a inseguimento, 2 competizioni intermedie a tappe) e le 4 a squadre (2 staffette, 2 sprint a squadre) previste, in 17 diverse località. Lo svizzero Dario Cologna si aggiudicò la coppa di cristallo, il trofeo assegnato al vincitore della classifica generale; l'italiano Pietro Piller Cottrer vinse la Coppa di distanza, il norvegese Ola Vigen Hattestad la quella di sprint. Lukáš Bauer era il detentore uscente della Coppa generale.
In campo femminile furono disputate 21 delle 22 gare individuali previste (5 a tecnica classica, 4 a tecnica libera, 9 sprint, 1 a inseguimento, 2 competizioni intermedie a tappe) e le 4 a squadre (2 staffette, 2 sprint a squadre) previste, in 17 diverse località. La polacca Justyna Kowalczyk si aggiudicò sia la coppa di cristallo, sia la Coppa di distanza; la slovena Petra Majdič vinse la Coppa di sprint. Virpi Kuitunen era la detentrice uscente della Coppa generale.

## Uomini

### Risultati
| Data                            | Località                                         | Nazione                   | Spec.       | Primo                                                                                 | Secondo                                                                   | Terzo                                                                          |
| ------------------------------- | ------------------------------------------------ | ------------------------- | ----------- | ------------------------------------------------------------------------------------- | ------------------------------------------------------------------------- | ------------------------------------------------------------------------------ |
| 22 novembre 2008                | Gällivare                                        | Svezia                    | 15 km TL    | Marcus Hellner                                                                        | Pietro Piller Cottrer                                                     | Petter Northug                                                                 |
| 23 novembre 2008                | Gällivare                                        | Svezia                    | 4x10 km     | Norvegia I Martin Johnsrud Sundby Eldar Rønning Tore Ruud Hofstad Petter Northug      | Svezia I Daniel Richardsson Johan Olsson Rikard Andreasson Marcus Hellner | Germania Jens Filbrich Tobias Angerer Tom Reichelt Axel Teichmann              |
| 29 novembre 2008                | Kuusamo                                          | Finlandia                 | SP TC       | Ola Vigen Hattestad                                                                   | Tor-Arne Hetland                                                          | John Kristian Dahl                                                             |
| 30 novembre 2008                | Kuusamo                                          | Finlandia                 | 15 km TC    | Martin Johnsrud Sundby                                                                | Lukáš Bauer                                                               | Sami Jauhojärvi                                                                |
| 6 dicembre 2008                 | La Clusaz                                        | Francia                   | 30 km TL    | Petter Northug                                                                        | Dario Cologna                                                             | Aleksandr Legkov                                                               |
| 7 dicembre 2008                 | La Clusaz                                        | Francia                   | 4x10 km     | Norvegia I Tor-Arne Hetland Martin Johnsrud Sundby Tord Asle Gjerdalen Petter Northug | Svezia Daniel Richardsson Johan Olsson Anders Södergren Marcus Hellner    | Francia I Jean-Marc Gaillard Vincent Vittoz Maurice Manificat Emmanuel Jonnier |
| 13 dicembre 2008                | Davos                                            | Svizzera                  | 15 km TC    | Johan Olsson                                                                          | Axel Teichmann                                                            | Sami Jauhojärvi                                                                |
| 14 dicembre 2008                | Davos                                            | Svizzera                  | SP TL       | Ola Vigen Hattestad                                                                   | Johan Kjølstad                                                            | Renato Pasini                                                                  |
| 20 dicembre 2008                | Düsseldorf                                       | Germania                  | SP TL       | Ola Vigen Hattestad                                                                   | Tor-Arne Hetland                                                          | Fabio Pasini                                                                   |
| 21 dicembre 2008                | Düsseldorf                                       | Germania                  | TS TL       | Norvegia I Tor-Arne Hetland Ola Vigen Hattestad                                       | Svezia I Björn Lind Thobias Fredriksson                                   | Russia I Aleksej Petuchov Nikolaj Morilov                                      |
| 27 dicembre 2008 4 gennaio 2009 | Oberhof Praga Nové Město na Moravě Val di Fiemme | Germania Rep. Ceca Italia | Tour de Ski | Dario Cologna                                                                         | Petter Northug                                                            | Axel Teichmann                                                                 |
| 16 gennaio 2009                 | Whistler                                         | Canada                    | SP TC       | Emil Jönsson                                                                          | Ola Vigen Hattestad                                                       | Josef Wenzl                                                                    |
| 17 gennaio 2009                 | Whistler                                         | Canada                    | 30 km PU    | Pietro Piller Cottrer                                                                 | Jean-Marc Gaillard                                                        | Valerio Checchi                                                                |
| 18 gennaio 2009                 | Whistler                                         | Canada                    | TS TL       | Svezia Robin Bryntesson Emil Jönsson                                                  | Italia I Fabio Pasini Renato Pasini                                       | Canada I George Grey Alex Harvey                                               |
| 24 gennaio 2009                 | Otepää                                           | Estonia                   | 15 km TC    | Lukáš Bauer                                                                           | Johan Olsson                                                              | Vincent Vittoz                                                                 |
| 25 gennaio 2009                 | Otepää                                           | Estonia                   | SP TC       | Ola Vigen Hattestad                                                                   | Øystein Pettersen                                                         | Børre Næss                                                                     |
| 30 gennaio 2009                 | Rybinsk                                          | Russia                    | 15 km TL MS | Tobias Angerer                                                                        | Jean-Marc Gaillard                                                        | Sjarhej Dalidovič                                                              |
| 31 gennaio 2009                 | Rybinsk                                          | Russia                    | SP TL       | Renato Pasini                                                                         | Aleksej Petuchov                                                          | Anton Gafarov                                                                  |
| 1º febbraio 2009                | Rybinsk                                          | Russia                    | 30 km PU    | annullata                                                                             | annullata                                                                 | annullata                                                                      |
| 13 febbraio 2009                | Valdidentro                                      | Italia                    | SP TL       | Ola Vigen Hattestad                                                                   | Aleksej Petuchov                                                          | Emil Jönsson                                                                   |
| 14 febbraio 2009                | Valdidentro                                      | Italia                    | 15 km TC    | Anders Södergren                                                                      | Jens Arne Svartedal                                                       | Johan Olsson                                                                   |
| 7 marzo 2009                    | Lahti                                            | Finlandia                 | SP TL       | Petter Northug                                                                        | Ola Vigen Hattestad                                                       | Nikolaj Morilov                                                                |
| 8 marzo 2009                    | Lahti                                            | Finlandia                 | 15 km TL    | Aleksandr Legkov                                                                      | Pietro Piller Cottrer                                                     | Christian Hoffmann                                                             |
| 12 marzo 2009                   | Trondheim                                        | Norvegia                  | SP TC       | Ola Vigen Hattestad                                                                   | Petter Northug                                                            | John Kristian Dahl                                                             |
| 14 marzo 2009                   | Trondheim                                        | Norvegia                  | 50 km TC MS | Sami Jauhojärvi                                                                       | Tobias Angerer                                                            | Alex Harvey                                                                    |
| 18 marzo 2009 22 marzo 2009     | Stoccolma Falun                                  | Svezia                    | Finali      | Dario Cologna                                                                         | Vincent Vittoz                                                            | Aleksandr Legkov                                                               |

Legenda:

TC = tecnica classica

TL = tecnica libera

SP = sprint

TS = sprint a squadre

PU = inseguimento

MS = partenza in linea

#### Competizioni intermedie
| Tour de Ski 2009  |                      |                   |                   |                  |                        |                    |
| Data              | Località             | Nazione           | Spec.             | Primo            | Secondo                | Terzo              |
| 27 dicembre 2008  | Oberhof              | Germania          | 3,75 km TL        | Axel Teichmann   | Dario Cologna          | Petter Northug     |
| 28 dicembre 2008  | Oberhof              | Germania          | 15 km TC HS       | Dario Cologna    | Axel Teichmann         | Devon Kershaw      |
| 29 dicembre 2008  | Praga                | Rep. Ceca         | SP TL             | Tor-Arne Hetland | Vasilij Ročev          | Jean-Marc Gaillard |
| 31 dicembre 2008  | Nové Město na Moravě | Rep. Ceca         | 15 km TC          | Axel Teichmann   | Martin Johnsrud Sundby | Nikolaj Čebot'ko   |
| 1º gennaio 2009   | Nové Město na Moravě | Rep. Ceca         | SP TL             | Petter Northug   | Tor-Arne Hetland       | Cristian Zorzi     |
| 3 gennaio 2009    | Val di Fiemme        | Italia            | 20 km TC MS       | Axel Teichmann   | Sami Jauhojärvi        | Nikolaj Čebot'ko   |
| 4 gennaio 2009    | Val di Fiemme        | Italia            | 10 km TL PU       | Ivan Babikov     | Tom Reichelt           | Giorgio Di Centa   |
| Classifica finale | Classifica finale    | Classifica finale | Classifica finale | Dario Cologna    | Petter Northug         | Axel Teichmann     |
|                   |                      |                   |                   |                  |                        |                    |
| Finali 2009       |                      |                   |                   |                  |                        |                    |
| Data              | Località             | Nazione           | Spec.             | Primo            | Secondo                | Terzo              |
| 17 marzo 2010     | Stoccolma            | Svezia            | SP TC             | Johan Kjølstad   | John Kristian Dahl     | Eldar Rønning      |
| 20 marzo 2009     | Falun                | Svezia            | 3,3 km TC         | Axel Teichmann   | Dario Cologna          | Martin Koukal      |
| 21 marzo 2009     | Falun                | Svezia            | 20 km PU          | Dario Cologna    | Marcus Hellner         | Tobias Angerer     |
| 22 marzo 2009     | Falun                | Svezia            | 15 km TL HS       | Sergej Širjaev   | Vincent Vittoz         | Juha Lallukka      |
| Classifica finale | Classifica finale    | Classifica finale | Classifica finale | Dario Cologna    | Vincent Vittoz         | Aleksandr Legkov   |

Legenda:

TC = tecnica classica

TL = tecnica libera

SP = sprint

PU = inseguimento

MS = partenza in linea

HS = partenza a handicap

### Classifiche

#### Generale
| Pos. | Nome                  | Nazione   | Punti |
| ---- | --------------------- | --------- | ----- |
| 1    | Dario Cologna         | Svizzera  | 1344  |
| 2    | Petter Northug        | Norvegia  | 1217  |
| 3    | Ola Vigen Hattestad   | Norvegia  | 792   |
| 4    | Pietro Piller Cottrer | Italia    | 774   |
| 5    | Sami Jauhojärvi       | Finlandia | 765   |
| 6    | Axel Teichmann        | Germania  | 724   |
| 7    | Jean-Marc Gaillard    | Francia   | 669   |
| 8    | Giorgio Di Centa      | Italia    | 646   |
| 9    | Lukáš Bauer           | Rep. Ceca | 600   |
| 10   | Vincent Vittoz        | Francia   | 583   |

#### Distanza
| Pos. | Nome                  | Nazione   | Punti |
| ---- | --------------------- | --------- | ----- |
| 1    | Pietro Piller Cottrer | Italia    | 559   |
| 2    | Dario Cologna         | Svizzera  | 539   |
| 2    | Petter Northug        | Norvegia  | 489   |
| 4    | Sami Jauhojärvi       | Finlandia | 466   |
| 5    | Lukáš Bauer           | Rep. Ceca | 460   |

#### Sprint
| Pos. | Nome                | Nazione  | Punti |
| ---- | ------------------- | -------- | ----- |
| 1    | Ola Vigen Hattestad | Norvegia | 792   |
| 2    | Renato Pasini       | Italia   | 359   |
| 3    | Tor-Arne Hetland    | Norvegia | 335   |
| 4    | John Kristian Dahl  | Norvegia | 326   |
| 5    | Petter Northug      | Norvegia | 308   |

## Donne

### Risultati
| Data                            | Località                                         | Nazione                   | Spec.       | Prima                                                                               | Seconda                                                                         | Terza                                                                                            |
| ------------------------------- | ------------------------------------------------ | ------------------------- | ----------- | ----------------------------------------------------------------------------------- | ------------------------------------------------------------------------------- | ------------------------------------------------------------------------------------------------ |
| 22 novembre 2008                | Gällivare                                        | Svezia                    | 10 km TL    | Charlotte Kalla                                                                     | Marit Bjørgen                                                                   | Aino-Kaisa Saarinen                                                                              |
| 23 novembre 2008                | Gällivare                                        | Svezia                    | 4x5 km      | Norvegia I Marit Bjørgen Therese Johaug Kristin Størmer Steira Marthe Kristoffersen | Finlandia Pirjo Muranen Virpi Kuitunen Aino-Kaisa Saarinen Riitta-Liisa Roponen | Svezia I Jenny Hansson Britta Johansson Norgren Anna Haag Charlotte Kalla                        |
| 29 novembre 2008                | Kuusamo                                          | Finlandia                 | SP TC       | Petra Majdič                                                                        | Lina Andersson                                                                  | Justyna Kowalczyk                                                                                |
| 30 novembre 2008                | Kuusamo                                          | Finlandia                 | 10 km TC    | Aino-Kaisa Saarinen                                                                 | Virpi Kuitunen                                                                  | Marit Bjørgen                                                                                    |
| 6 dicembre 2008                 | La Clusaz                                        | Francia                   | 15 km TL    | Kristin Størmer Steira                                                              | Aino-Kaisa Saarinen                                                             | Therese Johaug                                                                                   |
| 7 dicembre 2008                 | La Clusaz                                        | Francia                   | 4x5 km      | Finlandia Pirjo Muranen Virpi Kuitunen Riitta-Liisa Roponen Aino-Kaisa Saarinen     | Svezia Lina Andersson Sara Lindborg Anna Haag Charlotte Kalla                   | Norvegia Kristin Mürer Stemland Therese Johaug Betty Ann Bjerkreim Nilsen Kristin Størmer Steira |
| 13 dicembre 2008                | Davos                                            | Svizzera                  | 10 km TC    | Virpi Kuitunen                                                                      | Aino-Kaisa Saarinen                                                             | Marit Bjørgen                                                                                    |
| 14 dicembre 2008                | Davos                                            | Svizzera                  | SP TL       | Petra Majdič                                                                        | Celine Brun-Lie                                                                 | Marit Bjørgen                                                                                    |
| 20 dicembre 2008                | Düsseldorf                                       | Germania                  | SP TL       | Petra Majdič                                                                        | Natal'ja Matveeva                                                               | Maiken Caspersen Falla                                                                           |
| 21 dicembre 2008                | Düsseldorf                                       | Germania                  | TS TL       | Russia I Natal'ja Korostelëva Natal'ja Matveeva                                     | Norvegia I Celine Brun-Lie Maiken Caspersen Falla                               | Germania I Stefanie Böhler Claudia Nystad                                                        |
| 27 dicembre 2008 4 gennaio 2009 | Oberhof Praga Nové Město na Moravě Val di Fiemme | Germania Rep. Ceca Italia | Tour de Ski | Virpi Kuitunen                                                                      | Aino-Kaisa Saarinen                                                             | Petra Majdič                                                                                     |
| 16 gennaio 2009                 | Whistler                                         | Canada                    | SP TC       | Alena Procházková                                                                   | Justyna Kowalczyk                                                               | Anna Olsson                                                                                      |
| 17 gennaio 2009                 | Whistler                                         | Canada                    | 15 km PU    | Justyna Kowalczyk                                                                   | Marianna Longa                                                                  | Arianna Follis                                                                                   |
| 18 gennaio 2009                 | Whistler                                         | Canada                    | TS TL       | Italia I Magda Genuin Arianna Follis                                                | Germania Nicole Fessel Stefanie Böhler                                          | Svezia I Lina Andersson Anna Olsson                                                              |
| 24 gennaio 2009                 | Otepää                                           | Estonia                   | 10 km TC    | Justyna Kowalczyk                                                                   | Aino-Kaisa Saarinen                                                             | Virpi Kuitunen                                                                                   |
| 25 gennaio 2009                 | Otepää                                           | Estonia                   | SP TC       | Petra Majdič                                                                        | Aino-Kaisa Saarinen                                                             | Virpi Kuitunen                                                                                   |
| 30 gennaio 2009                 | Rybinsk                                          | Russia                    | 10 km TL MS | Marianna Longa                                                                      | Arianna Follis                                                                  | Stefanie Böhler                                                                                  |
| 31 gennaio 2009                 | Rybinsk                                          | Russia                    | SP TL       | Pirjo Muranen                                                                       | Arianna Follis                                                                  | Magda Genuin                                                                                     |
| 1º febbraio 2009                | Rybinsk                                          | Russia                    | 15 km PU    | annullata                                                                           | annullata                                                                       | annullata                                                                                        |
| 13 febbraio 2009                | Valdidentro                                      | Italia                    | SP TL       | Petra Majdič                                                                        | Pirjo Muranen                                                                   | Magda Genuin                                                                                     |
| 14 febbraio 2009                | Valdidentro                                      | Italia                    | 10 km TC    | Justyna Kowalczyk                                                                   | Magda Genuin                                                                    | Petra Majdič                                                                                     |
| 7 marzo 2009                    | Lahti                                            | Finlandia                 | SP TL       | Petra Majdič                                                                        | Arianna Follis                                                                  | Pirjo Muranen                                                                                    |
| 8 marzo 2009                    | Lahti                                            | Finlandia                 | 10 km TL    | Justyna Kowalczyk                                                                   | Charlotte Kalla                                                                 | Marthe Kristoffersen                                                                             |
| 12 marzo 2009                   | Trondheim                                        | Norvegia                  | SP TC       | Petra Majdič                                                                        | Alena Procházková                                                               | Justyna Kowalczyk                                                                                |
| 14 marzo 2009                   | Trondheim                                        | Norvegia                  | 30 km TC MS | Petra Majdič                                                                        | Justyna Kowalczyk                                                               | Masako Ishida                                                                                    |
| 18 marzo 2009 22 marzo 2009     | Stoccolma Falun                                  | Svezia                    | Finali      | Justyna Kowalczyk                                                                   | Therese Johaug                                                                  | Charlotte Kalla                                                                                  |

Legenda:

TC = tecnica classica

TL = tecnica libera

SP = sprint

TS = sprint a squadre

PU = inseguimento

MS = partenza in linea

#### Competizioni intermedie
| Tour de Ski 2009  |                      |                   |                   |                        |                        |                      |
| Data              | Località             | Nazione           | Spec.             | Prima                  | Seconda                | Terza                |
| 27 dicembre 2008  | Oberhof              | Germania          | 2,5 km TL         | Claudia Nystad         | Arianna Follis         | Petra Majdič         |
| 28 dicembre 2008  | Oberhof              | Germania          | 10 km TC HS       | Virpi Kuitunen         | Marit Bjørgen          | Justyna Kowalczyk    |
| 29 dicembre 2008  | Praga                | Rep. Ceca         | SP TL             | Arianna Follis         | Aino-Kaisa Saarinen    | Petra Majdič         |
| 31 dicembre 2008  | Nové Město na Moravě | Rep. Ceca         | 10 km TC          | Virpi Kuitunen         | Aino-Kaisa Saarinen    | Marit Bjørgen        |
| 1º gennaio 2009   | Nové Město na Moravě | Rep. Ceca         | SP TL             | Arianna Follis         | Petra Majdič           | Aino-Kaisa Saarinen  |
| 3 gennaio 2009    | Val di Fiemme        | Italia            | 10 km TC MS       | Virpi Kuitunen         | Petra Majdič           | Aino-Kaisa Saarinen  |
| 4 gennaio 2009    | Val di Fiemme        | Italia            | 9 km TL PU        | Therese Johaug         | Kristin Størmer Steira | Valentyna Ševčenko   |
| Classifica finale | Classifica finale    | Classifica finale | Classifica finale | Virpi Kuitunen         | Aino-Kaisa Saarinen    | Petra Majdič         |
|                   |                      |                   |                   |                        |                        |                      |
| Finali 2009       |                      |                   |                   |                        |                        |                      |
| Data              | Località             | Nazione           | Spec.             | Prima                  | Seconda                | Terza                |
| 17 marzo 2010     | Stoccolma            | Svezia            | SP TC             | Petra Majdič           | Aino-Kaisa Saarinen    | Anna Olsson          |
| 20 marzo 2009     | Falun                | Svezia            | 2,5 km TC         | Claudia Nystad         | Charlotte Kalla        | Justyna Kowalczyk    |
| 21 marzo 2009     | Falun                | Svezia            | 10 km PU          | Riitta-Liisa Roponen   | Therese Johaug         | Justyna Kowalczyk    |
| 22 marzo 2009     | Falun                | Svezia            | 10 km TL HS       | Kristin Størmer Steira | Therese Johaug         | Marthe Kristoffersen |
| Classifica finale | Classifica finale    | Classifica finale | Classifica finale | Justyna Kowalczyk      | Therese Johaug         | Charlotte Kalla      |

Legenda:

TC = tecnica classica

TL = tecnica libera

SP = sprint

PU = inseguimento

MS = partenza in linea

HS = partenza a handicap

### Classifiche

#### Generale
| Pos. | Nome                   | Nazione   | Punti |
| ---- | ---------------------- | --------- | ----- |
| 1    | Justyna Kowalczyk      | Polonia   | 1810  |
| 2    | Petra Majdič           | Slovenia  | 1710  |
| 3    | Aino-Kaisa Saarinen    | Finlandia | 1463  |
| 4    | Arianna Follis         | Italia    | 1135  |
| 5    | Virpi Kuitunen         | Finlandia | 1124  |
| 6    | Marianna Longa         | Italia    | 995   |
| 7    | Pirjo Muranen          | Finlandia | 989   |
| 8    | Therese Johaug         | Norvegia  | 829   |
| 9    | Kristin Størmer Steira | Norvegia  | 827   |
| 10   | Marit Bjørgen          | Norvegia  | 708   |

#### Distanza
| Pos. | Nome                   | Nazione   | Punti |
| ---- | ---------------------- | --------- | ----- |
| 1    | Justyna Kowalczyk      | Polonia   | 1004  |
| 2    | Aino-Kaisa Saarinen    | Finlandia | 706   |
| 3    | Marianna Longa         | Italia    | 662   |
| 4    | Kristin Størmer Steira | Norvegia  | 590   |
| 5    | Petra Majdič           | Slovenia  | 551   |

#### Sprint
| Pos. | Nome                | Nazione   | Punti |
| ---- | ------------------- | --------- | ----- |
| 1    | Petra Majdič        | Slovenia  | 875   |
| 2    | Arianna Follis      | Italia    | 469   |
| 3    | Pirjo Muranen       | Finlandia | 461   |
| 4    | Aino-Kaisa Saarinen | Finlandia | 407   |
| 5    | Justyna Kowalczyk   | Polonia   | 406   |